# Wilhelm Gottlieb Hauff (1750-1816)
Wilhelm Gottlieb Hauff (Gotha, circa 1750 – Nijmegen, 25 mei 1816) was een Nederlands componist van Duitse komaf.
Hij was getrouwd met Johanna Barbara Lintz. Zoon Ferdinand werd organist, net als zoon Wilhelm Gottlieb Hauff.
Hauff kwam naar Nederland in het regiment Saksen-Gotha. Hij legde zich vervolgens toe op het orgelspel en kon na zijn diensttijd aan de slag als organist/klokkenist van een kerk in Zaltbommel en later van de Grote kerk in Nijmegen, waar hij van 1791 tot zijn dood in 1816 de officiële organist was.
 Hij schreef ook enkele werken als symfonieen, cantates en kamermuziek. Midden 19e eeuw werd de cantate De dood van Jesus Christus uit 1789 nog als belangwekkend genoemd.
- Bibliothèque nationale de France: cb14071620p (data)
- Gemeinsame Normdatei: 124578772
- International Standard Name Identifier: 0000 0003 6450 0824
- Library of Congress Control Number: n98099842
- Nationale Bibliotheek van Tsjechië: mzk2010576713
- Nationale Bibliotheek van Israël: 987007412979105171
- Nederlandse Thesaurus van Auteursnamen: 186316577
- Virtual International Authority File: 228714016
- WorldCat: E39PBJrckb7rFVwKd8CKMwqmh3